# Tombe des Vases grecs

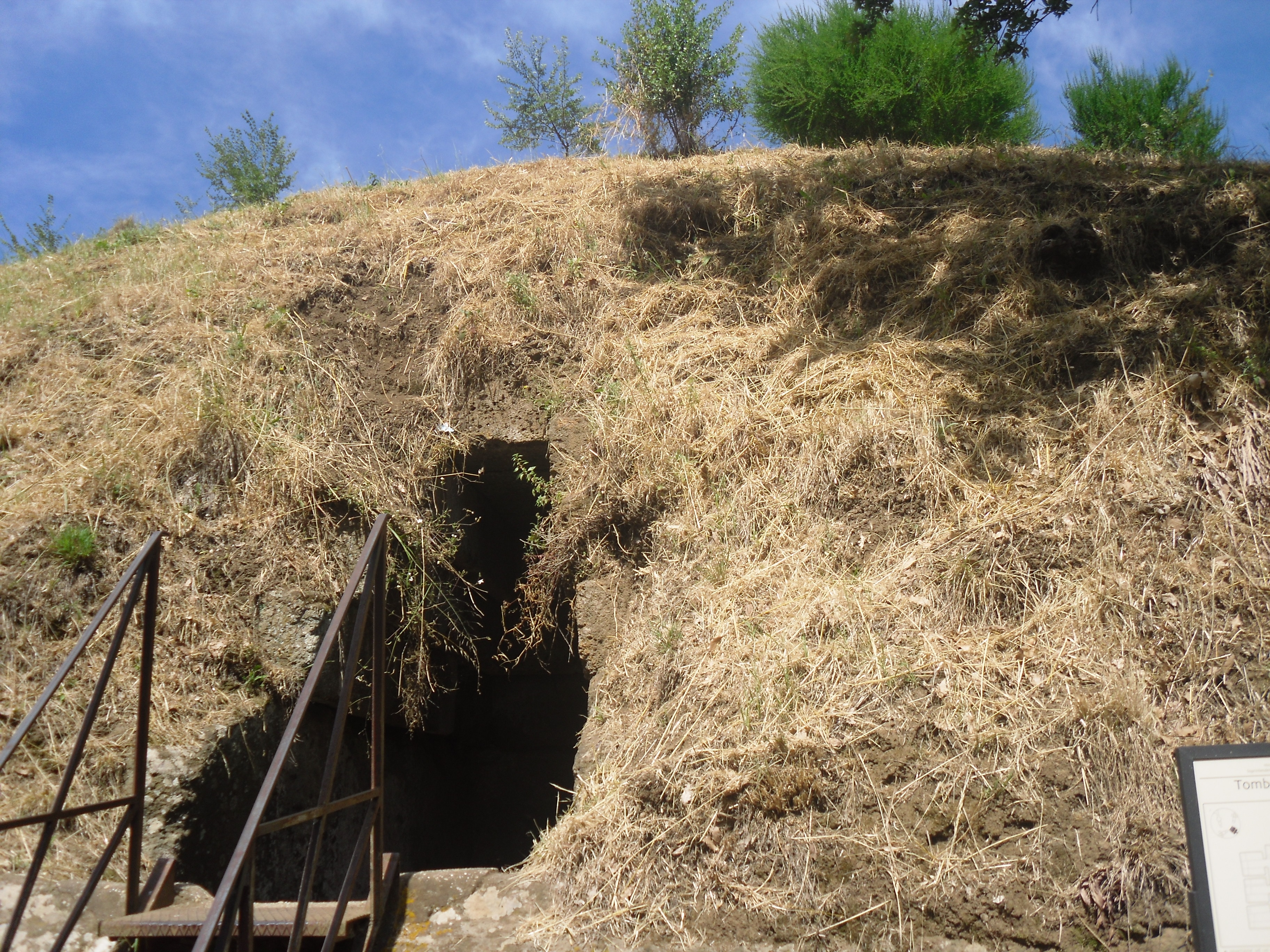
L'entrée (dromos) sous le tumulus II.

La tombe des Vases grecs (en italien, Tomba dei Vasi Greci) est une tombe étrusque à tumulus de la nécropole de Banditaccia à Cerveteri.

## Description
Cette tombe, datant du VIe siècle av. J.-C., est sous le même Tumulus II que la tombe de la Cabane, la tombe des Lits et des Sarcophages et la tombe des Jarres ; elle est  accessible par un dromos et  elle imite un temple étrusque. C'est une tombe dont l'arrangement des chambres  n'est pas étiré comme les autres tombes du Tumulus II. La chambre principale est a camera (voûte à deux pentes et poutre faîtière simulée), plusieurs banquettes longent les parois, destinées aux urnes et sarcophages, sa largeur est imposante (8,70 m) et la poutre du columen est placée perpendiculairement à l'entrée (ce qui est atypique) et elle déborde des chambres latérales accessibles par le dromos. Les trois chambres annexes qu'elle possède au fond, sont accessibles chacune par une porte et ne comportent que des banquettes alors que les autres chambres latérale et centrale, comportent des lits.
Ces portes sont en trapèze et leurs montants sont légèrement entaillées (sûrement pour permettre le passage des lits).